# Aulacorthum ixeridis
Aulacorthum ixeridis är en insektsart som beskrevs av Lee, W., Havelka och S. Lee 2009. Aulacorthum ixeridis ingår i släktet Aulacorthum och familjen långrörsbladlöss. Inga underarter finns listade i Catalogue of Life.